# Leukershausen
Leukershausen ist einer von 33 Ortsteilen der baden-württembergischen Gemeinde Kreßberg, die im Landkreis Schwäbisch Hall liegt.

## Geografie

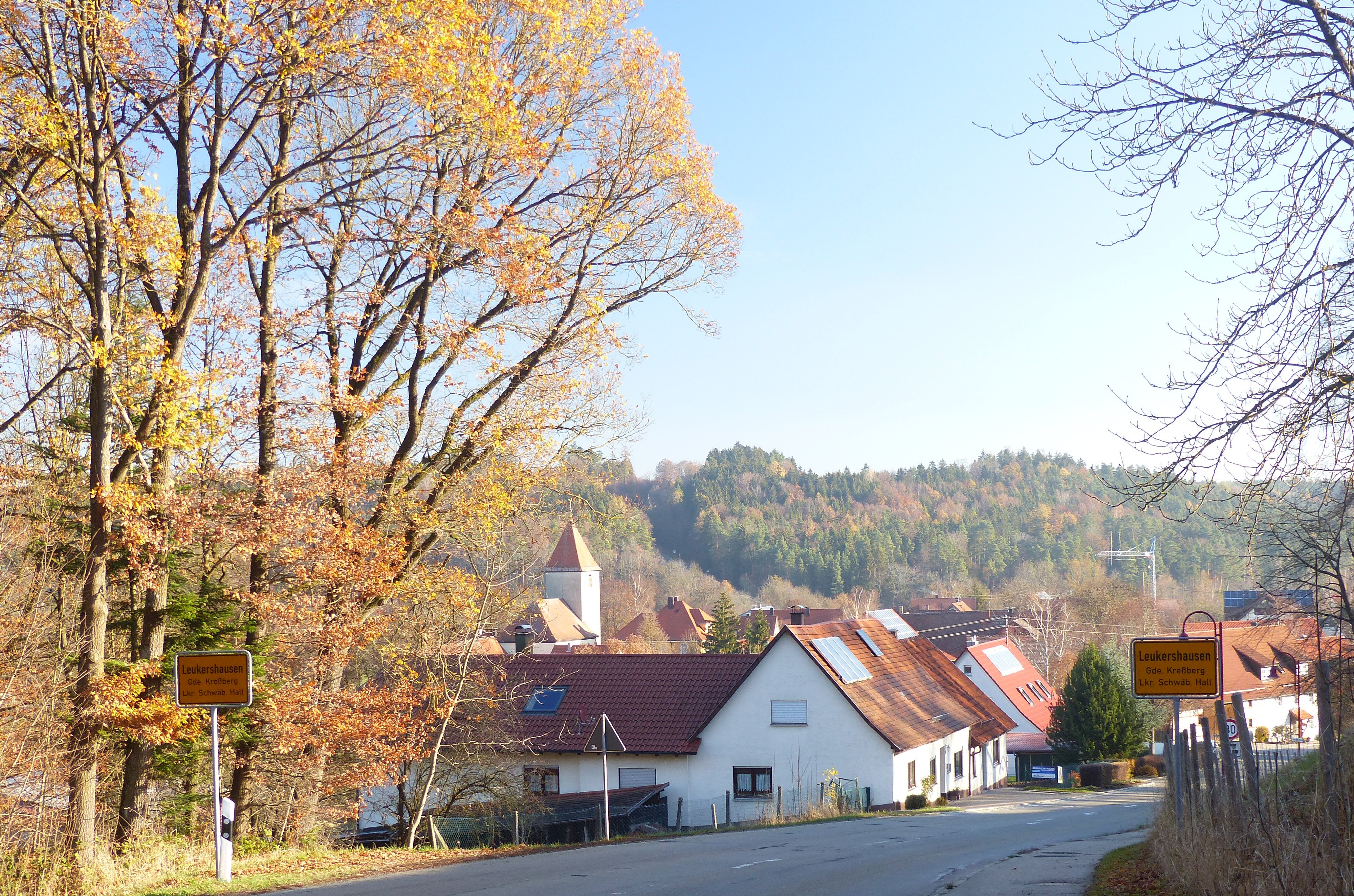
Leukershausen mit der Talsteige der L 1066, von Westsüdwesten her gesehen

Das von bewaldeten Höhenzügen der Crailsheimer Hardt umgebene Dorf liegt am Zusammenfluss von Haselbach und Kesselbach zum zunächst noch Langenbach genannten Schönbach, dem linken Hauptstrang-Oberlauf der Zwergwörnitz. Leukershausen steht auf dem untersten Sporn des Kappelbergs rechtsseits vom Haselbach und dem abfließenden Langenbach auf einer Höhe von 478 m ü. NHN und ist etwa dreieinhalb Kilometer vom südlich gelegenen Dorf Waldtann entfernt, in dem die Kreßberger Gemeindeverwaltung ihren Sitz hat. Zum auch eine Kirche umfassenden alten Siedlungskern über dem Haselbach sind in jüngerer Zeit Neubauzeilen vor allem am südwestlichen Ortsrand hinzugekommen. Leukershausen hat heute rund fünfzig Hausnummern.

## Geschichte
Leukershausen wurde unter dem Namen Lukershausen 1285/1286 zum ersten Mal in einer Urkunde erwähnt, weitere Nennungen folgten 1317 als Luggershausen und 1345 als Lyechartshusen. Durch die zu Beginn des 19. Jahrhunderts im Königreich Württemberg durchgeführten Verwaltungsreformen wurde der Ort eine eigenständige Landgemeinde im Oberamt Crailsheim, zu der auch noch die Weiler Bergertshofen, Haselhof, Selgenstadt und Waidmannsberg sowie das Gehöft Vötschenhof gehörten. Seit dem Jahr 1973 bildet Leukershausen einen Ortsteil von Kreßberg, nachdem diese Gesamtgemeinde im Zuge der kommunalen Gebietsreform aus den bis dahin selbstständigen Gemeinden Leukershausen, Marktlustenau, Mariäkappel und Waldtann neu gebildet worden war. Im Jahr 2018 zählte Leukershausen 198 Einwohner.

## Verkehr
Der Anschluss an das öffentliche Straßenverkehrsnetz wird hauptsächlich durch die von Crailsheim her kommende Landesstraße L 1066 hergestellt. Diese verläuft in östlicher Richtung weiter bis zur Landesgrenze, wo sie als bayerische Staatsstraße 1066 ihre Fortsetzung findet. Von dieser Landesstraße zweigt in Leukershausen eine Gemeindeverbindungsstraße ab und verbindet den Ort mit dem nordwestlich gelegenem Nachbarort Selgenstadt. Eine weitere Landesstraße beginnt in Leukershausen und führt als L 1010 in südöstlicher Richtung weiter zum Kreßberger Ortsteil Marktlustenau, an dessen nördlichem Ortsrand sie westwärts nach Waldtann abbiegt.